# 山形県特別支援学校一覧
山形県特別支援学校一覧（やまがたけんとくべつしえんがっこういちらん）は、山形県の特別支援学校の一覧。

## 国立特別支援学校
- 山形大学附属特別支援学校

## 特別支援学校（知的障害、肢体不自由、病弱・身体虚弱）

### 山形市
- 山形県立山形養護学校(病弱・身体虚弱)
- 山形県立村山特別支援学校
- 山形県立村山特別支援学校山形校

### 米沢市
- 山形県立米沢養護学校

### 鶴岡市
- 山形県立鶴岡養護学校
- 山形県立鶴岡養護学校おひさま分教室
- 山形県立鶴岡高等養護学校

### 酒田市
- 山形県立酒田特別支援学校（前身が聾学校だったことから、聴覚障害も扱う「併置校」。）

### 新庄市
- 山形県立新庄養護学校

### 寒河江市
- 山形県立楯岡特別支援学校寒河江校

### 上山市
- 山形県立ゆきわり養護学校（肢体不自由者）
- 山形県立上山高等養護学校

### 村山市
- 山形県立楯岡特別支援学校

### 長井市
- 山形県立米沢養護学校やまなみ学園分教室
- 山形県立米沢養護学校長井校
- 山形県立米沢養護学校西置賜校

### 天童市
- 山形県立村山特別支援学校天童校

### 西村山郡
- 山形県立楯岡特別支援学校大江校

## 特別支援学校（視覚障害）

### 上山市
- 山形県立山形盲学校

## 特別支援学校（聴覚障害）

### 山形市
- 山形県立山形聾学校

### 酒田市
- 山形県立酒田特別支援学校

## リンク
- 山形県教育委員会